# Kojo Laing
Kojo Laing, született Bernard Ebenezer Laing (Kumasi, 1946. július 1. – 2017. április 20.) ghánai író, költő.

## Művei
- Search Sweet Country (1986, regény)
- Woman of the Aeroplanes (1988, regény)
- Godhorse (1989, verseskötet)
- Major Gentl and Achimota Wars (1992, regény)
- Big Bishop Roko and the Altar Gangsters (2006, regény)

## Díjai, elismerései
- National Poetry Prize Valco Award (1976)
- National Novel Prize, Ghana Association of Writers (1985)
- Valco Award (1893)